# مرسدس-بنز اف-سل
مرسدس-بنز اف-سل (Mercedes-Benz F-Cell) در کلاس پیل سوختی قرار گرفته، طول آن در حالت طبیعی ۳٬۸۴۰ میلیمتر (۱۵۱٫۲ اینچ)، عرض آن در حالت طبیعی ۱٬۷۶۴ میلیمتر (۶۹٫۴ اینچ) و ارتفاع آن در حالت طبیعی ۱٬۵۹۳ میلیمتر (۶۲٫۷ اینچ) است.

## نگارخانه

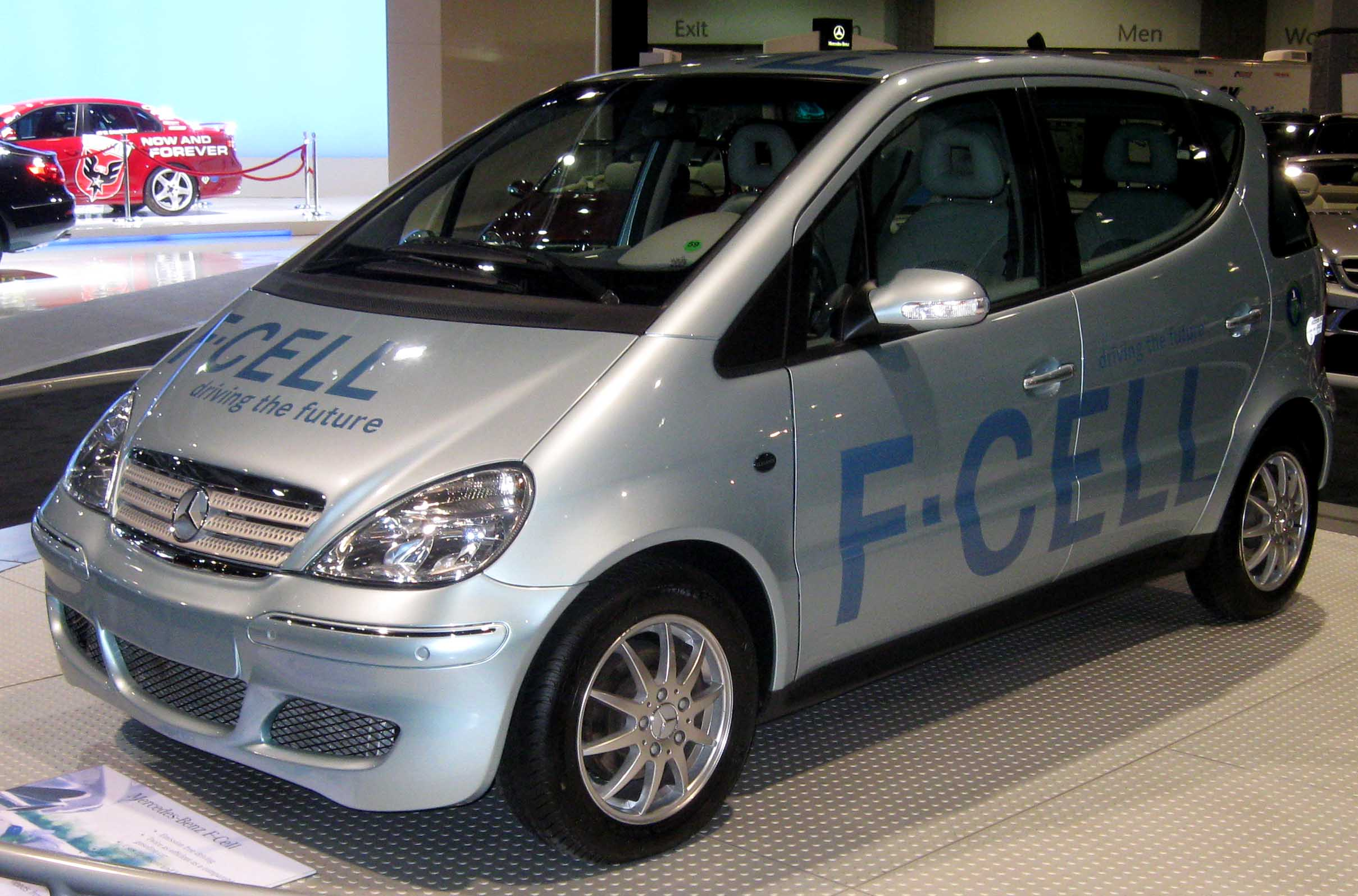
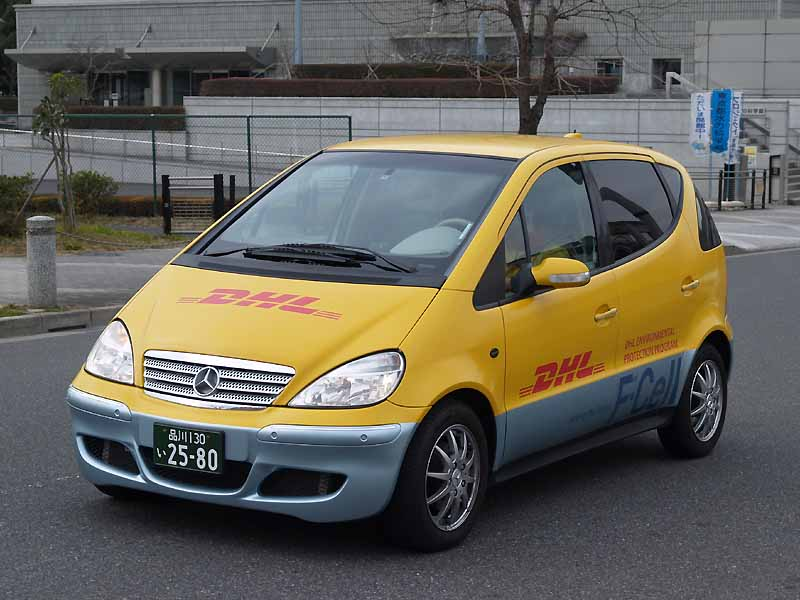
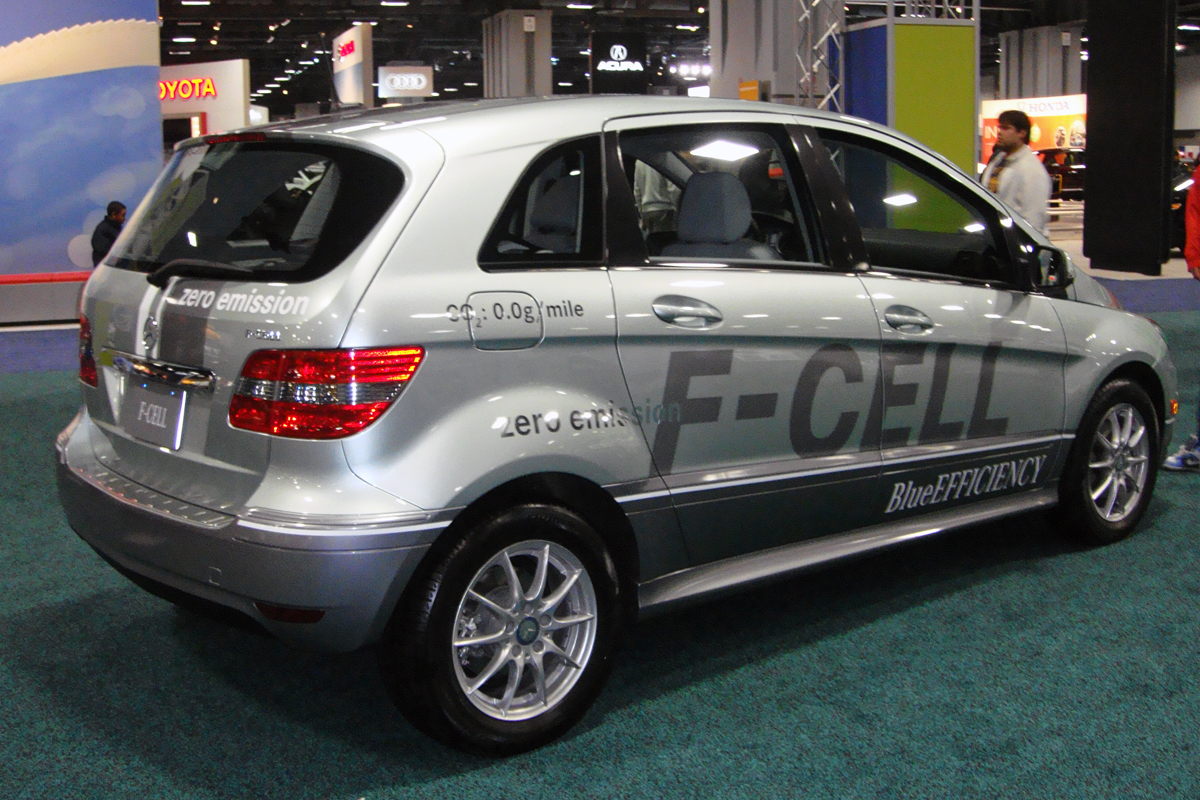
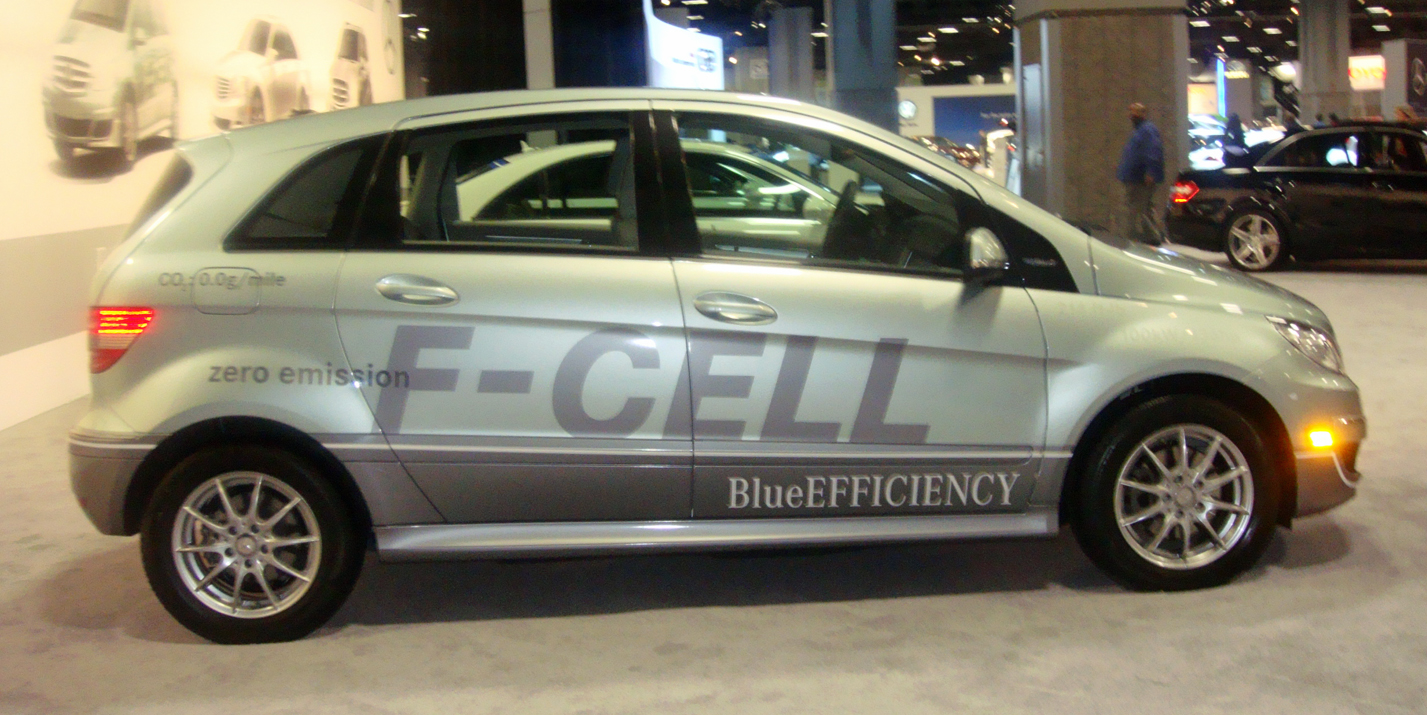